# Phú Thành, Yên Thành
Phú Thành là một xã thuộc huyện Yên Thành, tỉnh Nghệ An, Việt Nam.
Xã Phú Thành có diện tích 6,63 km², dân số năm 1999 là 6.634 người, mật độ dân số đạt 1001 người/km².